# Alexander Montecé Castillo
Alexander Montecé Castillo (Babahoyo, Provincia de Los Ríos, Ecuador) es un futbolista ecuatoriano, que juega de defensa central. Su actual club es el Club Deportivo Aampetra de la ciudad de Quito. Se caracteriza por ser un defensor con salida clara, buen juego aéreo y don de mando en la zaga.

## Trayectoria

### Club Sport Emelec
Su etapa formativa la desarrollo de manera completa en el Club Sport Emelec, en donde fue un jugador clave en todas sus categorías, fue en el año 2012 cuando se integra al plantel de Reserva, luego de 3 años y debido a las pocas oportunidades en el club decide irse del club por mejoras profesionales y reiniciar una carrera futbolista.

### Audaz Octubrino
Por las pocas oportunidades para ascender al primer equipo y en acuerdo con la dirigencia, logra ejecutar un préstamo al Club Audaz Octubrino de Machala, donde se desempeñó de muy buena manera a nivel individual, pero lamentablemente el club no accede a fases definitorias del Ascenso.

### Club Sport Venecia
Tras un breve paso por el Club Río Babahoyo, el año 2017 los directivos del cuadro ídolo de Babahoyo, el Club Sport Venecia, lo fichan para reforzar la defensa del equipo. Durante dos años se convierte en el emblema del equipo y también logra la capitanía del club, para el año 2019 se consolida como el defensor más importante del Torneo de Ascenso, llegando anotar varios goles vitales para que el club logre el Campeonato Provincial de Segunda Categoría.

### Club Deportivo Aampetra
Después de una muy buena temporada 2019 y bajo pedido exclusivo del Director Técnico Sixto Vizuete, llega a reforzar al Club Deportivo Aampetra para la temporada 2020.

## Estadísticas
| Club                        | País    | Año               | Partidos | Goles |
| --------------------------- | ------- | ----------------- | -------- | ----- |
| Club Sport Emelec (Reserva) | Ecuador | 2012 - 2015       | 156      | 0     |
| Audaz Octubrino             | Ecuador | 2015 - 2016       | 52       | 0     |
| Club Río Babahoyo           | Ecuador | 2017              | 21       | 0     |
| Club Sport Venecia          | Ecuador | 2017 - 2019       | 65       | 4     |
| Club Deportivo Aampetra     | Ecuador | 2020 - Actualidad | 1        | 1     |

## Palmarés

### Nacionales
| Título                             | Club               | Sede    | Año  |
| ---------------------------------- | ------------------ | ------- | ---- |
| Segunda Categoría de Los Ríos 2019 | Club Sport Venecia | Ecuador | 2019 |